# لورانس جي. وليامز
لورانس جي. وليامز (بالإنجليزية: Lawrence G. Williams)‏ هو سياسي أمريكي، ولد في 15 سبتمبر 1913 ببيتسبرغ في الولايات المتحدة، وتوفي في 13 يوليو 1975 بفيلادلفيا في الولايات المتحدة. حزبياً، نشط في الحزب الجمهوري. وقد انتخب عضو مجلس النواب الأمريكي.